# AKD-9
AKD-9为中国研制的一种空对地导弹，设计及用途与AKD-10空对地导弹相似，但重量、射程和威力更小，主要用于直-19。该型直升机因机体、发动机功率较小，挂载AKD-10时较为吃力。